# Les Frangines (duo)
Pour les articles homonymes, voir Les Frangines.
Les Frangines sont un duo français composé des chanteuses et guitaristes Anne Coste et Jacinthe Madelin et spécialisé dans la musique pop acoustique (guitare/voix),.

## Histoire
Le duo est composé de deux amies, Anne Coste et Jacinthe Madelin. « Elles se sont rencontrées à 12 ans sur le chemin de l'école (en train), en région parisienne, près de La Celle-Saint-Cloud », raconte le magazine Le Point.
Seulement une des deux, Jacinthe, qui a étudié la flûte pendant 15 ans, a une formation musicale,. À l'université, toutes les deux ont étudié la philologie. Elles ont appris à jouer de la guitare en regardant des leçons vidéo sur Internet.
En 2014, elles ont lancé leur propre chaîne YouTube et ont commencé à y poster leurs chansons. Elles ont financé leur premier clip vidéo professionnel via le financement participatif.
En 2016, elles enregistrent leur première chanson avec Joseph Noia au Studio Up line à Paris. Elles réalisent un clip qui très vite atteindra les 300 000 vues sur youtube. Leur collaboration est évidente, Joseph Noia enregistrera leur premier Ep ainsi que d’autres chansons, et signera les arrangements de « La Route ». Très vite il remarqua le potentiel, tant au niveau texte que mélodique et les accompagna jusqu’à leur signature. 
Remarquées et signées par le label discographique Jo&Co, elles ont sorti en mars 2018 leur premier single, intitulé Si j'osais.
Leur premier mini-album (EP), Vagabondes, enregistré et mixé par Joseph Noia est paru le 22 juin 2018.
Leur premier tube, Donnez-moi, a été co-écrit et composé avec Vianney. Sortie en single le 8 mars 2019, en l'espace d'un mois la chanson a cumulé plus de 500 000 streams et a atteint le top 10 sur iTunes.
Le 21 juin 2019, le duo a sorti son premier album, intitulé simplement Les Frangines. Le 29 novembre, cet album a été réédité dans une édition élargie de quelques titres (« dans une version deluxe »). Le 3 janvier 2020, il a été certifié disque d'or en France par le Syndicat national de l'édition phonographique pour 50 000 exemplaires vendus,.

## Discographie

### Albums studio
2025 :
1. "Dis-moi"

### Singles
| No | Titre                         | Année | Meilleure position | Meilleure position | Certification (FRA) | Album                          |
| No | Titre                         | Année | France             | Belgique Wallonie  | Certification (FRA) | Album                          |
| -- | ----------------------------- | ----- | ------------------ | ------------------ | ------------------- | ------------------------------ |
| 1  | Si j'osais                    | 2018  | 165                | —                  |                     | Vagabondes (EP), Les Frangines |
| 2  | Mon bagage                    | 2018  | 28                 | —                  |                     | Les Frangines                  |
| 3  | Donnez-moi                    | 2019  | 14                 | Tip:11             | Diamant             | Les Frangines                  |
| 4  | Accroché à ma terre,          | 2019  | 86                 | —                  |                     | Les Frangines (Version deluxe) |
| 5  | Ensemble                      | 2019  | 93                 | —                  |                     | Les Frangines (Version deluxe) |
| 6  | Ensemble (Version acoustique) | 2019  | 93                 | —                  |                     | —                              |
| 7  | Pour une seconde              | 2020  | —                  | —                  |                     | Les Frangines (Réédition)      |
| 8  | Notre-Dame                    | 2021  | —                  | —                  |                     | —                              |
| 9  | Devenir quelqu'un             | 2021  | —                  | —                  |                     | —                              |
| 10 | Notes                         | 2022  | —                  | —                  |                     | —                              |

### Participations
- En mai 2020, pendant le confinement, elles participent au single Et toi, écrit et composé par le groupe Leonie[17].
- Le duo participe à l'album collectif À toi, en hommage à Joe Dassin, où il reprend le titre Il était une fois nous deux.
- Elles participent à l'émission Fort Boyard en 2020.

### Reprises
Avant de privilégier leurs propres créations, le duo publie de nombreuses reprises sur leur page YouTube,, en partie inspirées des artistes qui l'ont influencé : 
- Mai 2015 : Comets du groupe Cocoon.
- Mai 2015 : Il y a de Gaëtan Roussel.
- Juin 2015 : Une chanson douce de Henri Salvador.
- Septembre 2016 : Vivre du groupe Sclérose.
- Octobre 2016 : La Déclaration du groupe Debout sur le zinc.
- Mai 2017 :  Geografia du groupe espagnol La Oreja de Van Gogh.
- Septembre 2018 : Viens viens de Marie Laforêt.
- Septembre 2018 : Salut les amoureux de Joe Dassin.
- Septembre 2018 : L'amitié de Françoise Hardy.
- Septembre 2018 : Forever Young de Bob Dylan.
- Septembre 2018 : Dust in the Wind du groupe Kansas.